# Callyna laurae
Callyna laurae là một loài bướm đêm trong họ Noctuidae.